# Rodeneck
Rodeneck (wł. Rodengo) – miejscowość i gmina we Włoszech, w regionie Trydent-Górna Adyga, w prowincji Bolzano.
Liczba mieszkańców gminy wynosiła 1181 (dane z roku 2009). Język niemiecki jest językiem ojczystym dla 99,64%, włoski dla 0,18%, a ladyński dla 0,18% mieszkańców (2001).